# Kidung
Le kidung est une forme poétique écrite en "moyen-javanais", terme sous lequel on désigne la langue javanaise du XVIe et du XVIIe siècle. Ils diffèrent des kakawin de la période hindou-bouddhique en au moins deux critères:
- La langue, celle des kakawin étant ce qu'on appelle le "vieux-javanais",
- La métrique, celle des kakawin étant empruntée aux kavya indiennes, alors que celle des kidung est autochtone.

L'argument des kidung sont en général des événements historiques. Pour cette raison, les Indonésiens ont tendance à les considérer comme une source historique. En réalité, il arrive que des kidung aient été écrits bien après les événements qu'ils narrent, ce qui peut faire douter de leur fiabilité historique.
Comme les kakawin, les kidung sont devenus une importante source d'inspiration pour l'art pictural. Toutefois, de nombreux kakawin ont été adaptés sous forme de kidung form.
Bien que similaires par la forme, les kidung se distinguent par ailleurs de la poésie tantrique, qui provient d'adaptation de fables indiennes.
Un groupe important de kidung est constitué par des gestes sur fond historique ayant pour cadre les anciens royaumes javanais de Singasari (XIIIe siècle) et Majapahit (XIVe et XVe siècles), ainsi que l'île de Bali du XVIIe siècle.
Un autre ensemble de kidung très populaire à Java forme ce qu'on appelle le cycle de Panji. 
Les kidung comportent de vivantes descriptions que permettent la métrique javanaise The best-known among this group of kidung is the Kidung Sunda.

## Quelqueskidung
- Kidung Sunda
- Kidung Sri Tanjung
- Kidung Tantri Demung